# Williams EJ22
Le Williams EJ22, initialement désigné FJ22, était un petit turbofan extrêmement léger en cours de développement par le constructeur américain Williams International pour être utilisé par des appareils à réaction ultralégers désignés « Very Light Jets » (VLJ), ou parfois « Microjets ». Ces avions sont des petits jets privés pilotés par une seule personne et pouvant embarquer de 4 à 8 passagers, et dont la masse ne doit pas excéder les 10 000 livres, soit 4 540 kg,,. Ils sont en quelque-sorte les ULM des avions civils à réaction.
En raison de problèmes de développement, tant mécaniques que « relationnels », ce moteur ne fut jamais certifié par l'administration fédérale américaine (FAA) et n'atteignit jamais le stade de la production en série.

## Développement

### Besoin de dynamisme dans la production aéronautique des années 1990
Williams International construisait déjà des petits turbofans pour propulser des missiles de croisière depuis les années 1960, comme le Williams F107, propulsant le Tomahawk, et entra avec succès dans le marché de l'aviation générale en 1992 avec le FJ44.
Cette même année, la NASA démarra un programme expérimental, l’Advanced General Aviation Transport Experiments (en) (AGATE), afin de se mettre en collaboration avec divers constructeurs et les aider à développer des technologies qui redonneraient un coup de fouet à l'industrie aéronautique stagnante de cette période. En décembre 1996, Williams International se joignit au programme General Aviation Propulsion (GAP, propulsion aéronautique générale) de l'AGATE pour développer un turbofan économe en carburant qui serait même plus petit que le FJ44, et qui fut désigné FJX-2.

### Premier prototype et expérimentations
Initialement, Williams attribua un contrat à la société de Burt Rutan, Scaled Composites, pour concevoir et fabriquer le Williams V-Jet II (en), un Very Light Jet (VLJ) qui serait utilisé comme banc d'essais volant et démonstrateur technologique pour présenter les qualités du nouveau moteur. L'avion, propulsé par deux moteurs temporaires FXJ-1, des moteurs de missiles de croisière adaptés à la propulsion d'aéronefs habités, commença sa carrière lors du meeting aérien d'Oshkosh de 1997. Entre-temps, le développement du FXJ-2 progressait, la majeure partie du travail de conception étant achevée en 1998 et les premières pièces du prototype étant livrées vers de début du deuxième trimestre de cette année.
L'assemblage du premier prototype du FXJ-2 fut achevé le 18 décembre 1998 par Williams à Walled Lake, dans le Michigan, ce qui constitua une étape majeure du programme GAP. Ce moteur fut ensuite testé dans les locaux de williams le 22 décembre suivant.
Le FXJ-2 fut conçu avec beaucoup de systèmes et de procédés de fabrications expérimentaux, afin de minimiser le nombre de pièces à produire et réduire les coûts de production, et disposait d'un taux de dilution de 4 pour 1. Résultat de cette manœuvre, il y eut un important nombre de difficultés techniques et de défaillances à surmonter avec le matériel du prototype initial. Toutefois, de nombreux retours sur les planches à dessin, ainsi que l'incorporation de systèmes plus conventionnels, parvinrent à rendre le moteur fiable et lui procurèrent enfin les 3,1 kN de poussée nécessaires que demandait la NASA. Le programme atteignit son point culminant avec les tests à haute-altitude effectués au laboratoire de recherches sur la propulsion du Glenn Research Center de la NASA, de mars à avril 2000.

### Nouvel intervenant et fin du programme
En 200, Williams s'associa avec Eclipse Aviation afin de produire une version certifiée par la FAA de son FJX-2, alors désigné EJ-22, afin de l'employer dans l'avion ultraléger Eclipse 500, qui devait effectuer son premier vol en juin 2002.
Eclipse demanda initialement que le moteur produise une poussée de 3,4 kN, dépassant les 3,1 kN de poussée maximale du FJX-2 de 10 %. Et ce ne fut là que la première sur la longue série de modifications qu'allait ensuite demander Eclipse tout-au long de la phase de développement. Finalement, de nombreux problèmes techniques avec l'EJ22, sans-cesse aggravés par les requêtes permanentes de modifications d’Eclipse Aviation, finirent par clouer l'avion au sol et mettre un terme définitif aux relations commerciales entre les deux constructeurs à la fin de l'année 2002. Suivant l'interruption du contrat, les travaux de développement et l'objectif de certification par la FAA furent rapidement délaissés.
Le prototype de l'Eclipse 500 a effectué son premier vol avec des EJ22 en 2002, mais il a du ensuite subir de grosses modifications pour pouvoir continuer à exister malgré l'arrêt du développement du moteur Williams. Il vole désormais avec des Pratt & Whitney Canada.

### Conception du moteur
Afin de pouvoir atteindre les niveaux d'économie de carburant demandés, l'EJ22 fut conçu comme un turbofan à trois corps, possédant une soufflante, deux compresseurs axiaux et trois turbines. Il fut en conséquence bien plus compliqué à mettre au point que les moteurs précédents produits par Williams, et bien que s'étant montré impressionnant sur les bancs d'essais, le moteur se montra en fait très capricieux durant les deux années allouées à son développement.
Il était constamment victime de problèmes au démarrage, de surchauffes en fonctionnement, de casses partielles ou de défaillances de ses sous-systèmes. Si ces problèmes auraient pu finalement être résolus, lors d'un programme de développement normal, la période de développement très courte et les incessantes demandes de la société Eclipse en firent des problèmes insurmontables pour la société Williams.

## Caractéristiques
Le moteur était un turbofan triple corps dans la gamme des 3,1 kN de poussée, avec un taux de dilution de 4 pour 1. Le diamètre de sa soufflante était de 381 mm et sa masse de base était de seulement 38,5 kg. Lors des tests de mars 2001, la masse du moteur était de 44 kg et disposait d'un rapport poussée/poids de 7,52.
Le compresseur haute-pression était doté de 6 étages et ne pesait que 550 grammes (!). Le moteur était constitué de trois corps, tous les étages de compresseur et de turbine étant axiaux. Ce fut le point de départ d'une nouvelle génération de moteurs, chez Williams, dont les anciennes réalisations avaient toutes utilisé des compresseurs centrifuges suivis de turbines axiales. Le moteur était également doté d'une chambre de combustion à flux inversé (« reverse flow ») et d'une canalisation mélangeant les flux des gaz.

## Applications
Bien que le moteur n'ait pas dépassé le stade du développement, il était prévu qu'il équipe 3 avions ultralégers de type VLJ. Avec l'arrêt du développement du moteur, deux de ces avions ont aussi été arrêtés avant leur production.
- Eclipse 500 : Cet avion est désormais équipé de turbofans Pratt & Whitney Canada PW600 et d'une dérive en T, parmi d'autres modifications ayant repoussé sa certification de deux ans, de 2002 à 2004 ;
- Saphire S-12 : Deuxième projet d'avion dévoilé par Saphire Aircraft en 1999, le Saphire S-12 était un biplace en tandem monoréacteur. Développé autour de l'EJ22 ou du FJX-2, il verra sa carrière s'arrêter avant même d'avoir commencé à la suite de l'arrêt du développement de ces deux moteurs[8] ;
- Saphire S-26 : Également développé autour de l'EJ22, l'arrêt du développement de ce moteur poussera la société à s'orienter vers d'autres choix[9].